# Laumière (metrostation)

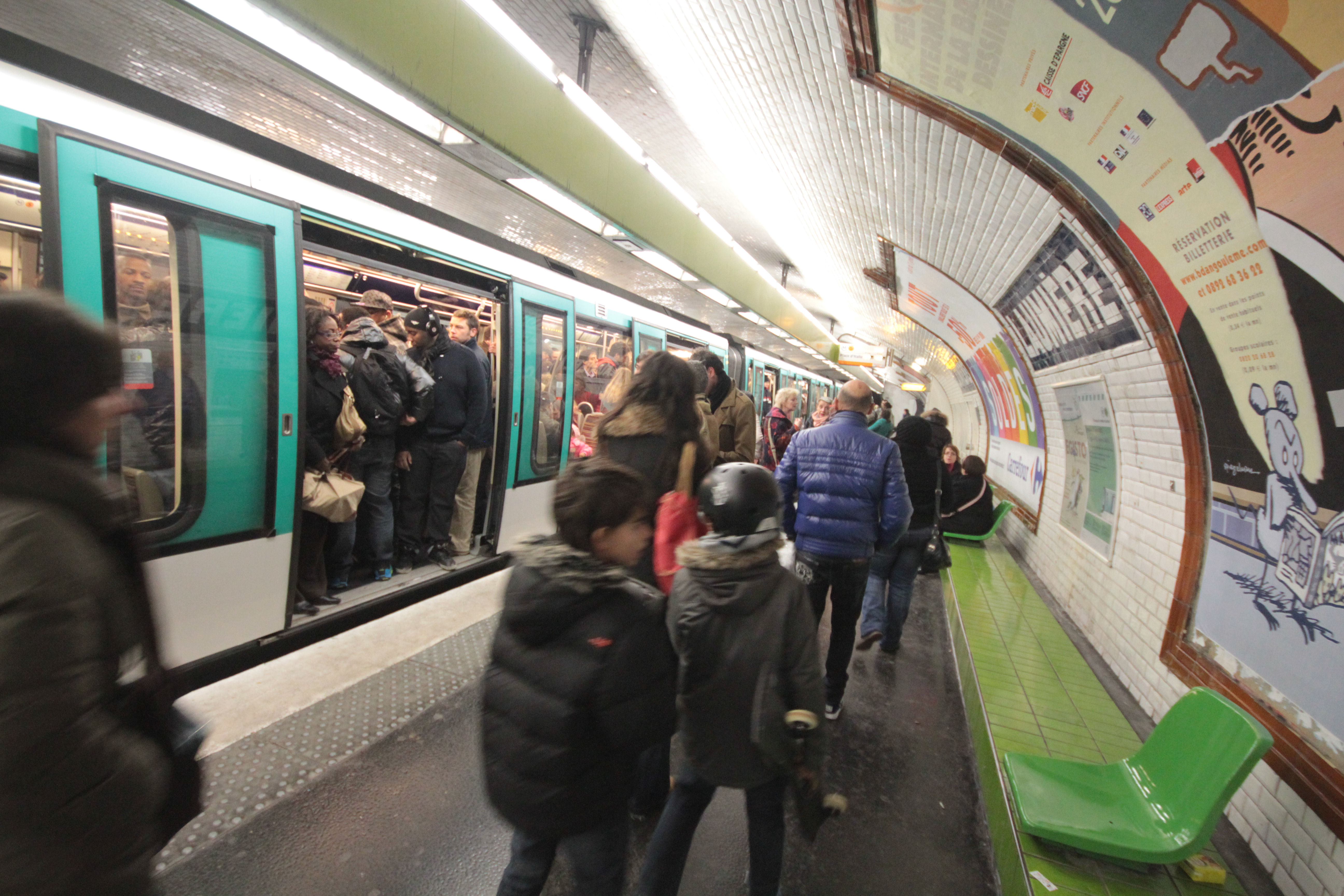
Lijn 5 is altijd gezellig druk. Hier proberen passagiers zich in een gloednieuwe MF 2000 te wurmen.

Laumière is een station van de metro in Parijs langs de metrolijn 5, in het 19de arrondissement.
De naam verwijst naar de Avenue de Laumière, genoemd naar Xavier Jean-Marie Clément Vernhet de Laumière, een generaal gedood tijdens de Franse interventie in Mexico in de 19e eeuw.
Bobigny - Pablo Picasso · 
Bobigny - Pantin - Raymond Queneau · 
Église de Pantin · 
Hoche · 
Porte de Pantin · 
Ourcq · 
Laumière · 
Jaurès · 
Stalingrad · 
Gare du Nord · 
Gare de l'Est · 
Jacques Bonsergent · 
République · 
Oberkampf · 
Richard-Lenoir · 
Bréguet - Sabin · 
Bastille · 
Quai de la Rapée · 
Gare d'Austerlitz · 
Saint-Marcel · 
Campo-Formio · 
Place d'Italie